# Páncrates de Arcadia
Páncrates de Arcadia (en griego antiguo Παγκράτης Ἀρκάς , en latín Pancrates) fue un poeta griego de la Antigüedad natural de Arcadia, autor de un poema sobre la pesca titulado Haliéutico o Trabajos del mar (Ἁλιευτικά o Θαλάσσια ἔργα), del que Ateneo de Naucratis nos ha conservado tres pequeños fragmentos, y la prosificación de un pasaje relacionado con uno de los fragmentos, en su obra Deipnosophistae.
Podría ser la misma persona que el Páncrates que aparece en la Guirnalda de Meleagro de Gadara y en la Antología griega, pero también podría tratarse del Páncrates músico o poeta citado por Plutarco.

## Textos
- Fragmentos de Deipnosophistae que lo citan o reproducen su obra.